# Телеграфний ключ

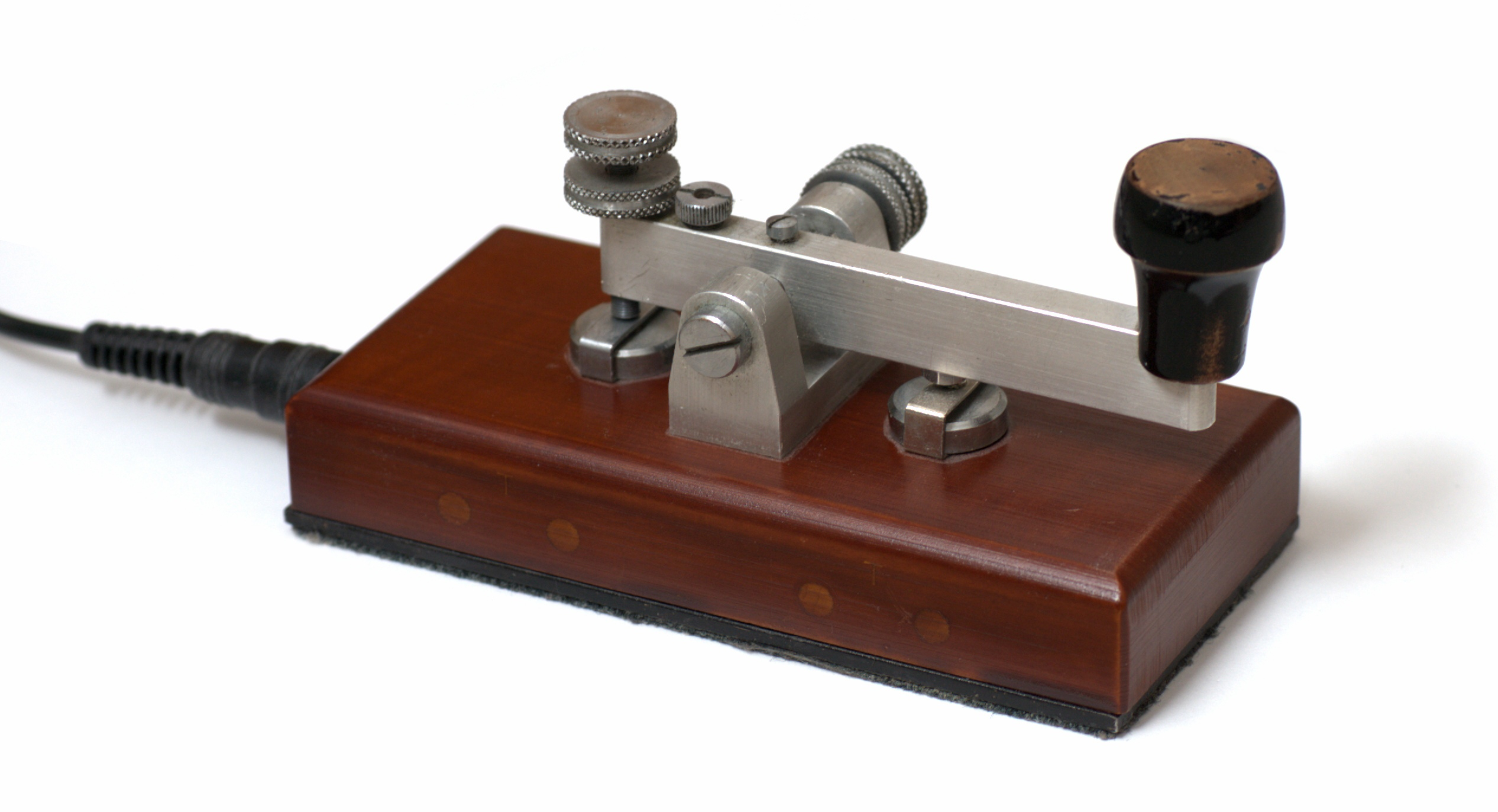
Телеграфний ключ класичної конструкції.

Телеграфний ключ — узагальнюючий термін для будь-якого перемикаючого пристрою, використовуваного в основному для передачі знаків абетки Морзе. Подібні ключі використовуються для усіх видів ручної телеграфії, наприклад — в електричному телеграфі і радіотелеграфії.
Різновиди: Механічні ключі, Напівавтоматичні ключі, Автоматичні ключі, Маніпулятори електронного ключа.